# Плезант-Гроув (Меріленд)
Плезант-Гроув (англ. Pleasant Grove) — переписна місцевість (CDP) в США, в окрузі Аллегені штату Меріленд. Населення — 330 осіб (2020).

## Географія
Плезант-Гроув розташований за координатами 39°40′49″ пн. ш. 78°41′25″ зх. д. / 39.68028° пн. ш. 78.69028° зх. д. (39.680267, -78.690316).  За даними Бюро перепису населення США в 2010 році переписна місцевість мала площу 4,09 км², уся площа — суходіл.

## Демографія
Згідно з переписом 2010 року, у переписній місцевості мешкали 353 особи в 163 домогосподарствах у складі 89 родин. Густота населення становила 86 осіб/км².  Було 185 помешкань (45/км²).
Расовий склад населення:
| - 98,6 % — білих - 0,3 % — вихідців з тихоокеанських островів - 0,3 % — корінних американців |

До двох чи більше рас належало 0,8 %. Частка іспаномовних становила 0,3 % від усіх жителів.
За віковим діапазоном населення розподілялося таким чином: 20,7 % — особи молодші 18 років, 62,6 % — особи у віці 18—64 років, 16,7 % — особи у віці 65 років та старші. Медіана віку мешканця становила 43,5 року. На 100 осіб жіночої статі у переписній місцевості припадало 100,6 чоловіків;  на 100 жінок у віці від 18 років та старших — 97,2 чоловіків також старших 18 років.
За межею бідності перебувало 22,9 % осіб, у тому числі 67,3 % дітей у віці до 18 років та 0,0 % осіб у віці 65 років та старших.
Цивільне працевлаштоване населення становило 154 особи. Основні галузі зайнятості: будівництво — 20,8 %, освіта, охорона здоров'я та соціальна допомога — 19,5 %, транспорт — 18,8 %.